# شغفتيك سفلي
شغفتيك سفلي هي قرية في مقاطعة أرومية، إيران. عدد سكان هذه القرية هو 231 في سنة 2006.